# سیارک ۳۵۱۰
سیارک ۳۵۱۰ (به انگلیسی: 3510 Veeder، نامگذاری:1982TP) سه هزار و پانصد و دهمین سیارک کشف شده‌است که در ۱۳ اکتبر ۱۹۸۲ کشف شد.
قدر مطلق سیارک برابر ۱۲٫۵۰ است.